# Amyrtaios
Amyrtaios (starořecky Ἀμυρταῖος, pořečtěné původní egyptské jméno Amenirdisu), pocházel z Médie a do historie se zapsal jako jediný zástupce 28. dynastie. Jméno převzal z historie sajské dynastie. Jeho historická pozice je součástí konfliktů s perskou říší a snahou vymanit se z jejího vlivu. Jeho vláda je datována do let 404 až 399 př. n. l.

## Historický vývoj
Když Kambýsés II. v roce 525 př. n. l. ovládl Egypt a za sídlo si zvolil Memfis, jeho následník Dareios I. rozšířil říši vojenskou expanzí od Indie až po Thrákii, kde se střetl s Athénami, řeckým městským státem. Velký rozsah perské říše vedl zákonitě k četným vzpourám v satrapiích, které Peršany vyčerpávaly, takže již ke konci vlády Dareia I. kolem roku 490 př. n. l. se v dolním Egyptě, zejména v okolí města Sau, vzedmuly vzpoury a vedla se zde partyzánská válka proti Peršanům. Četné vyčerpávající výboje a zároveň potlačování vzpour v okrajových satrapiích podlomily Dareiovo zdraví, který zemřel v listopadu 486 př. n. l. Po rozsáhlejších sporech o osobě následníka, se perského trůnu ujal jeho mladší syn Xerxés I. Ten v roce 486 př. n. l. potlačil vzpoury v Egyptě, které pak opakovaně Peršané řešili ještě dalších 82 let. K datu úmrtí Dareia II. 404 př. n. l. se uvádí konec první perské nadvlády v Egyptě a nástupu 28. dynastie a jejího jediného faraona Amyrtaia. I když je v některých zdrojích 28. dynastie opomíjena, jinde se uvádí jména deseti lokálních vládců, počínaje rokem 522 př. n. l., kterými spíše byli satrapové pod kontrolou Peršanů a čas od času usilovali o osamostatnění se od vlády Persie.
 Vůdcem dřívějšího povstání v letech 463 až 461 př. n. l. byl rovněž setrapa jménem Amyrtaios, pravděpodobný děd posledního z nich, kterým byl jeho stejnojmenný vnuk Amyrtaios. Ten se vzbouřil v roce 404 př. n. l. Věděl jak funguje perská vláda a využil nastalé situace. Zdá se, že Amyrtaios uzavřel spojenectví s řeckým městem Spartou. Řekové napadli Asii a Egypt jim posílal obilí. Tímto způsobem byla perská armáda zaměstnána v Asii a Egypt mohl být samostatný státem. Jeho vláda ovšem trvala jen pět roků, když jiný satrapa Nefaarudž I., generál z města Džanet, vyvolal vzpouru proti Amyrtaiovi, zajal jej a nechal popravit. Nefaarudž I. se prohlásil faraonem a je uváděn jako zakladatel 29. dynastie. O popravě Amyrtaia se dochoval aramejský papyrus z ostrova Elephantiny

## Epilog

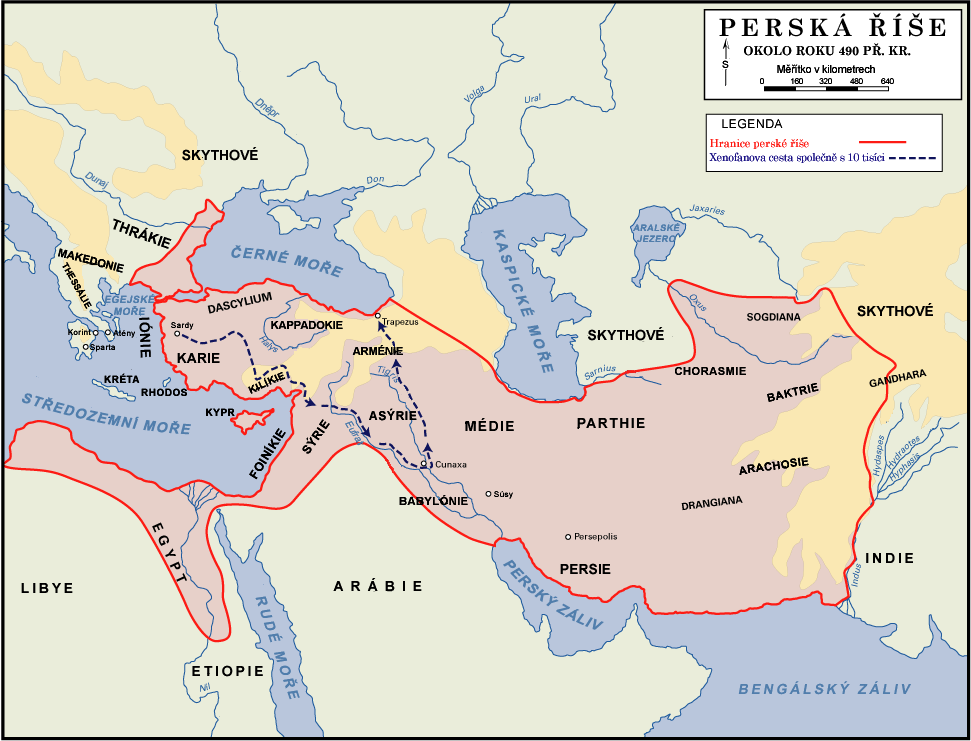
Perská říše kolem roku 490 př. n. l.

Historie 28. dynastie a jediného uváděného faraona Amyrtaia není v dějinách Pozdní doby v  Egyptě nijak výjimečná, je však dokumentem vzrůstu moci velké perské říše a jejího následného úpadku v důsledku vyčerpání vnitřních zdrojů a neúměrné územní expanze bez vybudování odpovídajícího systému řízení v multinárodním uskupení. Dáreiovo expanzivní úsilí na západě se dá spojit s následnou iónskou revoltou a s perským odhodláním podrobit si řecké pevninské státy. Perská hrozba přiměla Ahtény k přijetí námořní strategie založené na vytvoření silné flotily. To posloužilo k odražení perského útoku na Řecko v letech 480–479 př. n. l. a připravilo půdu pro vytvoření silného řeckého státu v podobě Délského spolku, který během následujících patnácti let zcela vytlačil Peršany z oblastí Egejského moře. To přimělo Peršany obnovit své zájmy v Egyptě a se stávajícími egyptskými dynastiemi získat opět perskou kontrolu nad Egyptem. Navzdory perské obnově vlády v Egyptě, vyhlídka na pokračující egyptsko-aténskou spolupráci podnítila Peršany, aby přepustili daleký západ výměnou za uznání perské kontroly nad Egyptem, (Artaxerxés III. druhá egyptská satrapie 358–331 př. n. l.) Vláda Peršanů v Egyptě skončila porážkou jejich vojsk Dareia III. v bitvě u Gaugamél v roce 331 př. n. l.